# 龙塘镇 (徐闻县)
龙塘镇，是中华人民共和国广东省湛江市徐闻县下辖的一个乡镇级行政单位。

## 行政区划
龙塘镇下辖以下地区：
龙安社区、龙发社区、龙塘村、大塘村、木棉村、青安村、华林村、福田村、黄定村、西洋村、东角村、赤渔村和赤农村。